# Lornano
Lornano è una frazione del comune italiano di Monteriggioni, nella provincia di Siena, in Toscana.

## Geografia fisica
La frazione di Lornano è situata nella parte nord-orientale del territorio comunale di Monteriggioni, su di una piccola altura a 300 metri d'altitudine, al confine con il comune di Castellina in Chianti. Il territorio della frazione è caratterizzato di vari corsi d'acqua, come il fosso di Lornano (1 km), il fosso di Massimina (3 km) e i fossi del Colombaio (1 km) e di Campofiori (1 km), tutti tributari del torrente Staggia, nel quale confluiscono presso la frazione di Badesse.
Lornano confina a nord con San Leonino, a est con Quercegrossa, a sud con Badesse, e ad ovest con Rencine. Dista inoltre 8 km dal capoluogo comunale di Monteriggioni.

## Storia
Il borgo di Lornano è citato nel 1168 quando il pievano del borgo fu nominato uno degli arbitri che avrebbe dovuto pronunciarsi in un lodo che coinvolgeva il vescovo di Volterra e l'abate dell'abbazia di San Salvatore all'Isola. Lornano è ricordato anche in una bolla di papa Clemente III, spedita a Bono, vescovo di Siena, nel 1189.
Nel 1574 e nel 1575, il borgo fu oggetto di devastazioni da parte delle truppe fiorentine e spagnole impegnate nella cosiddetta guerra di Siena.
Nel 1883 il borgo di Lornano contava 194 abitanti.

## Monumenti e luoghi d'interesse
- Pieve di San Giovanni Battista, chiesa parrocchiale della frazione, risale all'XI secolo, ma fu oggetto un importante intervento di restauro nel 1576 in seguito alle razzie subite durante la guerra di Siena.[6] Tra il 1715 e il 1734 la chiesa è stata ristrutturata ed ampliata, con modifiche significative per la facciata, che è stata arretrata, la sacrestia, il campanile e alcuni arredi interni (fonte battesimale, acquasantiera, altari).[6] Un recente restauro è stato effettuato tra il 2003 e il 2006.[6]